# Banda Bassotti
Banda Bassotti je italijanska ska punk glasbena skupina iz Rima. Obstaja od leta 1981 in je danes priznana kot ena najpomembnejših predstavnic italijanske alternativne glasbe. Znana je po svoji zavzetosti za revolucionarno levo politično ideologijo ter podpori družbenim bojem Baskov in drugih.

## Zgodovina
Začetek skupine je pomenila organizacija nekaterih dejavnosti v rimskem predmestju 1981. leta, in sicer v znak solidarnosti z družbenim bojem ljudi v Nikaragvi, Salvadorju, Palestini in Baskiji. Kasnejši člani glasbene skupine so med letoma 1984 in 1987 tako sodelovali v t. i. delovnih brigadah pri izgradnji študentskih prebivališč in šole. Do leta 1989 so pripadniki sodelovali v rockovski skupini, ki je svoje prve korake delala po mestnih skvotih in na uličnih protestih. V tistem času je Banda Bassotti skupaj s sodelavci ustanovila projekt Gridalo Forte no al fascismo! No al razzismo!, ki naj bi se ukvarjal z rasno diskriminacijo in problematiko fašizma, maja 1991 pa je bil v Rimu organiziran tudi istoimenski koncert z gostujočimi politično zavzetimi glasbenimi skupinami iz celotne Evrope. Pod tem vplivom je istega leta nastala plošča s pesmimi politično levo navdihnjenih glasbenih skupin iz Rima, in sicer z oznako Gridalo Forte Records.
Po uspešno sprejetem izidu deljene plošče je 1992. leta izšel prvi samostojen album Bande Bassotti z naslovom Figli della stessa rabbia. Pozitivna mnenja tako kritikov kot javnosti so glas o skupini hitro ponesla sprva na vseitalijansko raven, nato pa tudi na mednarodno. Zatem se je skupina podala na prvo mednarodno turnejo v Španijo, zlasti v baskovske dežele, kjer je nastopala ob drugih glasbenih skupinah na dogodkih, ki so promovirali baskovsko avtonomijo. Ideja, da bi skupina nastopila v Salvadorju v podporo nekoč revolucionarni gverilski Nacionalni osvobodilni fronti Farabundo Martí, je bila uresničena marca 1994 ob prvih državnih volitvah po 11 letih državljanske vojne. Banda Bassotti je na osrednjem trgu v prestolnici San Salvador ob zaključku svoje turneje vkup s skupino Negu Gorriak nastopila pred 50 tisoč poslušalci.
V letu 1995 je skupina v Baskiji posnela novo ploščo z naslovom Avanzo de cantiere. Pri njenem ustvarjanju je sodeloval tudi baskovski glasbenik Fermin Muguruza. Album je bil z množico koncertov promoviran v Italiji in po vseh državah Pirenejskega polotoka, v tistem času pa se je odvilo tudi več koncertov v okviru političnih shodov v Baskiji.

## Diskografija
- 1992 - Figli della stessa rabbia
- 1993 - Bella ciao
- 1995 - Avanzo de cantiere
- 2001 - Un altro giorno d'amore (dvojni CD s posnetki v živo)
- 2002 - L'altra faccia dell'impero
- 2003 - Asì es mi vida
- 2004 - Amore e odio
- 2004 - Baldi e fieri (Mini CD)
- 2006 - Vecchi cani bastardi
- 2008 - Viento, lucha y sol
- 2010 - Check Point Kreuzberg - Live at SO36 - Berlin